# Чемпіонат України з боксу 2022
XXX Чемпіонат України з боксу серед чоловіків — головне змагання боксерів-любителів в Україні, організоване Федерацією боксу України, що відбулося з 28 листопада по 4 грудня 2022 року в Івано-Франківську. У змаганнях взяло участь 180 спортсменів з різних куточків України, які боролися за титул чемпіона України та право представляти Україну на ліцензійних відбіркових турнірах до Олімпійських Ігор. Також у чемпіонаті взяв участь найбільш віковий учасник змагань, боксер команди Одеської області у ваговій категорії до 48 кілограмів, Ігор Яковлєв підопічний ЗТУ Ігора Юрескула. На час виходу у ринг, йому було 39 років, 3 місяця, 20 днів, це є новітнім рекордом в історії Українського Олімпійського боксу.
 Також рішенням комисії ФБУ, Ігор Яковлєв був нагороджений символичною медаллю цього чемпіонату України 

Було визнано 13 чемпіонів України з боксу в різних вагових категоріях серед чоловіків та 12 чемпіонок серед жінок.

## Медалісти
| Дисципліна                       | Золото             | Срібло             | Бронза              |
| -------------------------------- | ------------------ | ------------------ | ------------------- |
| до 46-48 кг, чоловіки докладніше | Андрій Тишковець   | Андрій Єфимович    | Андрій Лопушенко    |
| до 46-48 кг, чоловіки докладніше | Андрій Тишковець   | Андрій Єфимович    | Денис Біленькiй     |
| до 51 кг, чоловіки докладніше    | Дмитро Замотаєв    | Сійовуш Мухамадієв | Станіслав Дорошенко |
| до 51 кг, чоловіки докладніше    | Дмитро Замотаєв    | Сійовуш Мухамадієв | Іван Кудін          |
| до 54 кг, чоловіки докладніше    | Павло Коваленко    | Ельмір Набієв      | Федір Фріз          |
| до 54 кг, чоловіки докладніше    | Павло Коваленко    | Ельмір Набієв      | Данило Стрілець     |
| до 57 кг, чоловіки докладніше    | Тарас Бондарчук    | Олег Чулачеєв      | Владислав Вєтошкін  |
| до 57 кг, чоловіки докладніше    | Тарас Бондарчук    | Олег Чулачеєв      | Михайло Дзязько     |
| до 60 кг, чоловіки докладніше    | Дмитро Черняк      | Максим Жигаров     | Алі Даглі           |
| до 60 кг, чоловіки докладніше    | Дмитро Черняк      | Максим Жигаров     | Тимур Бобошко       |
| до 63,5 кг, чоловіки докладніше  | Ярослав Харциз     | Ельвін Алієв       | Даниїл Дрижак       |
| до 63,5 кг, чоловіки докладніше  | Ярослав Харциз     | Ельвін Алієв       | Ігор Ковтун         |
| до 67 кг, чоловіки докладніше    | Віктор Петров      | Ярослав Михалушко  | Влад Корябін        |
| до 67 кг, чоловіки докладніше    | Віктор Петров      | Ярослав Михалушко  | Ігор Христосов      |
| до 71 кг, чоловіки докладніше    | Максим Молодан     | Юрій Захарєєв      | Дмитро Куля         |
| до 71 кг, чоловіки докладніше    | Максим Молодан     | Юрій Захарєєв      | Ратмір Турчанінов   |
| до 75 кг, чоловіки докладніше    | Іван Папакін       | Павло Іллюша       | Андрій Скакун       |
| до 75 кг, чоловіки докладніше    | Іван Папакін       | Павло Іллюша       | Андрій Тимошенко    |
| до 80 кг, чоловіки докладніше    | Олександр Хижняк   | Іван Сапун         | Олександр Деньгуб   |
| до 80 кг, чоловіки докладніше    | Олександр Хижняк   | Іван Сапун         | Матвій Ражба        |
| до 86 кг, чоловіки докладніше    | Богдан Толмачов    | Данило Жасан       | Денис Салабай       |
| до 86 кг, чоловіки докладніше    | Богдан Толмачов    | Данило Жасан       | Ашот Кочарян        |
| до 92 кг, чоловіки докладніше    | Аркадій Карцан     | Віталій Стальченко | Сергій Горсков      |
| до 92 кг, чоловіки докладніше    | Аркадій Карцан     | Віталій Стальченко | Євген Павловський   |
| понад 92 кг, чоловіки докладніше | Дмитро Ловчинський | Кирило Стоянчев    | Василь Ткачук       |
| понад 92 кг, чоловіки докладніше | Дмитро Ловчинський | Кирило Стоянчев    | Олександр Гриців    |